# Hungría en los Juegos Olímpicos de Salt Lake City 2002
Hungría estuvo representada en los Juegos Olímpicos de Salt Lake City 2002 por un total de 25 deportistas que compitieron en 7 deportes.  
La portadora de la bandera en la ceremonia de apertura fue la patinadora de velocidad Krisztina Egyed. El equipo olímpico húngaro no obtuvo ninguna medalla en estos Juegos.